# معدن طلای موته
معدن طلا زراروند از سال ۱۴۰۱ شروع به اخذ مجوزات اداری نمود و تا پایان سال پروانه اکتشاف معدن صادر گردید و نیز در مرحله اکتشاف تفصیلی اقدام به حفر ترانشه سینه مار های اکتشافی و مغزه گیری نمود و تا کنون توانسته است ذخیره قابل توجهی اخذ نماید عیار طلا در این معدن میانگین ۳ الی ۵ گرم بر تن براورد شده است و مقدار استخراج سالیانه حدود ۶۰/۰۰۰ تن برای کارخانه فراوری و طلا نیز براورد گردیده است معدن در فاز اول اکتشافات خود ۶ تارگت معدنی که بیشترین سنگ مادر در این معدن سیلیس می باشد همراه گوتیت ، لیمونیت و هماتیت که شیست ها نیز در میان سیلس ها دارای عیار قایل توجهی می باشد مالک معدن مجتمع معدن کاوان آروند شرق می باشد.
معدن طلای موته از توابع بخش میمه در نزدیکی روستای موته و روستای رباط ترک و در فاصله ۵۰ کیلومتری از شهر میمه قرار دارد. معدن طلای موته که در این محل واقع است به صورت روباز است و دارای ۹ کانسار طلادار می‌باشد.
ذخیره اکسیدی معدن (تا سال ۱۳۸۰) بهره‌برداری شده است. عیار متوسط طلای این معدن ppm ۲ (۲ گرم در تن) می‌باشد که در هر روز ۱ الی ۲ کیلوگرم طلا با درصد خلوص ۷۰ ٪ (۱۸ عیار) تا ۹۵٪ (۲۴ عیار) در شمشهای ۲ تا ۱۰ و ۱۳ تا ۱۵ کیلویی تولید می‌شود.
در حال حاضر سالانه نزدیک به ۲۰۰ کیلو طلا از معدن طلای موته استخراج می‌شود. کارخانه فرآوری طلای ایران در موته ۱۵ سال پیش با همکاری یک شرکت استرالیایی به بهره‌برداری رسید.

## سوءاستفاده و دزدی از معدن
عباس پالیزدار، سیاستمدار افشاگر فساد مقام‌های ارشد جمهوری اسلامی ایران در یک مصاحبه کم‌سابقه، منصوبان «علی خامنه‌ای» را به فساد بسیار گسترده متهم کرد. او گفت: معدن طلای موته اصفهان و چند معدن دیگر در اختیار خانواده «هاشمی شاهرودی» قرار گرفته بود.

## موقعیت جغرافیایی
معدن طلای موته در ۲۷۰ کیلومتری جنوب غرب تهران در رشته‌کوه‌های نسبتاً پست واقع در جنوب دلیجان - شمال غربی میمه و شمال شرقی گلپایگان قرار دارد. فاصلهٔ مجتمع معدنی موته از روستای موته که در کنار جادهٔ آسفالتهٔ گلپایگان قرار دارد، ۸ تا ۱۰ کیلومتر می‌باشد. ارتفاع منطقه از سطح دریا ۱٬۹۰۰ تا ۲٬۳۰۰ متر می‌باشد.

## کانسارهای معدن موته
اندیس‌های عمده در ناحیهٔ طلادار موته عبارتند از معدن طلای چاه خاتون، معدن طلای سنجده، معدن طلای درهٔ اشکی، معدن طلای تنگهٔ زر، معدن طلای چشمهٔ گوهر، معدن طلای قرم قرم، معدن طلای چاه باغ، معدن طلای چاه علامه و معدن طلای سه کلپ. موته از حدود ۴٬۰۰۰ سال پیش شناخته شده بود. در دورهٔ قاجاریان مخصوصاً در زمان امیرکبیر، اقداماتی برای بهره‌برداری از معادن طلا به عمل آمد. از معدن طلای موته در این دوره بهره‌برداری شده‌است. در سال ۱۳۳۶ بود که مسلم شد در موته معادن طلا به مقدار قابل توجه وجود دارد و به همین جهت فعالیتی که آغاز گشته بود به همین ترتیب تا آخر سال ادامه یافت. کاوش‌های باستان‌شناسی در منطقه با کشف ابزارهای قدیمی استخراج این حقیقت را ثابت کرده‌است.

## وضیعت زمین‌شناسی معدن طلای موته
معادن طلای موته در یک کمپلکس از سنگ‌های دگرگونی واقع شده‌اند، که به زمان پرکامبرین یعنی  بیش از ۵۷۰ میلیون  سال قبل اختصاص دارند. از نظر سنگ‌شناسی نیز  شامل میکا شیست-کواتزیت- گنیس- بیوتیت-آمفیبول دار هستند.

## ذخیره اکسیدی معدن
ذخیره اکسیدی معدن (تا سال ۱۳۸۰) بهره‌برداری شده است. عیار متوسط طلای این معدن دو پی پی ام است که در هر روز ۱ الی ۲ کیلوگرم طلا با درصد خلوص هفتاد درصد تا نود و پنج درصد تولید می‌شود. در حال حاضر سالانه نزدیک به دویست کیلوگرم طلا از معدن طلای موته استخراج می‌شود. بد نیست بدانید که کارخانه فرآوری طلای ایران در موته ۱۵ سال پیش با همکاری یک شرکت استرالیایی به بهره‌برداری رسید.

## روش استخراج خاک طلا از معدن
معادن موته به روش پلکانی روباز استخراج می‌شوند. روش کار به این شکل است که برای  هر پله  معدن  ابتدا  طرح مربوط به آن  پله به صورت  مجزا در یک  نقشه پیاده می‌گردد. سپس در مرحله بعد، محدوده عیاردار آن پله  که  با استفاده از  اطلاعات اکتشافی، وضیعت  زمین‌شناسی و  روند  ماده معدنی  در پله‌های بالاتر  تعیین  می‌گردد بر روی  این نقشه  پیاده می‌شود، بعد  سطح پله  به بلوک‌های ماده معدنی و باطله تقسیم می‌شود، سپس حفاری انجام شده و چال‌ها  به‌وسیله   مواد ناریه خرج گذاری شده و پس از انفجار ماده معدنی  به‌وسیله  دامپتراک و کامیون به کارخانه و باطله  آن به  دپو  باطله حمل می‌شود.